# Betacam

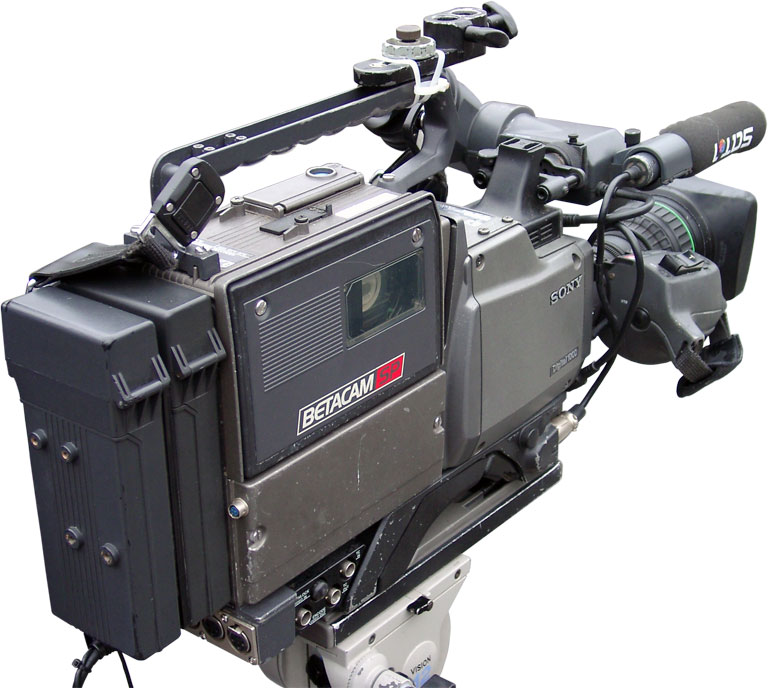
Betacam SP-videocamera

Betacam is een 12,7 mm (½") brede videoband en analoog videoformaat, ontwikkeld en gelanceerd door Sony in 1982.
Betacam werd de facto beschouwd als de standaard in de professionele uitzendwereld. Een concurrerend systeem is bijvoorbeeld MII van Panasonic. Betacam bestaat zowel in een analoge versie (Betacam en Betacam SP) als in een digitale versie (Digital Betacam, Betacam SX, Betacam IMX).
Betacam werd vooral gebruikt in nieuwsomgevingen; zo kunnen nieuwsonderwerpen met een speler en een recorder zeer makkelijk gemonteerd worden.

## Voordelen
Voordelen van Betacam zijn vooral:
- Robuuste uitvoering van de machines met daardoor lage uitval- en storingspercentages.
- Tijdcode: de beelden (25 fps) kunnen worden voorzien van een unieke tijdcode met het formaat hh:mm:ss:ff (uren, minuten, seconden, video-frames). Het terugzoeken (en vinden) van materiaal gaat daardoor heel gemakkelijk.
- Vier audiosporen bij Digital Betacam (bij analoge Betacam twee longitudinale sporen en twee FM-sporen).
- Betacam IMX heeft zelfs acht audiosporen.
- In nieuwsomgevingen worden Betacam SP-banden gebruikt in Betacam SX-machines, waardoor een SP-band een dubbele speelduur krijgt. Waar een Betacam SP-band normaal 30 minuten zou zijn, wordt deze in een SX-machine 60 minuten.

## Toekomst
Inmiddels is Sony overgegaan op XDCAM. Dit is een camera die als opslagmedium een blu-rayschijf heeft van meer dan 23 GB. Hierdoor is in ieder geval de productie van Betacam SP gestopt en wordt er nog maar één type DigiBetacamera gemaakt.

## Betamax
De consumentenversie van Betacam, de Betamax, heeft in de jaren tachtig samen met Video 2000 en VHS gestreden om de standaard voor videorecorders. Deze strijd werd uiteindelijk gewonnen door het VHS-systeem. De vaak gehoorde verklaring hiervoor, dat zowel Philips (Video 2000) als Sony (Betamax) het niet toestonden dat er porno werd uitgebracht op hun banden, dat de consument daardoor voor VHS koos en dit de standaard werd, is niet aangetoond. Meer bepalend waren de kosten voor afspeelapparatuur en de beschikbare opnameduur. Door de lagere kostprijs werden er meer VHS-apparaten verkocht en daarbij ook de films voor de consumentenmarkt. Betamax was echter kwalitatief beter vanwege de hogere resolutie (250 lijnen tegenover 240 lijnen), betere geluidskwaliteit en een stabieler beeld. Betamax videorecorders waren tevens robuuster dan VHS.